# Vytenis Andriukaitis
Vytenis Povilas Andriukaitis (Sacha-Jacuzia, 9 agosto 1951) è un cardiologo e politico lituano, e co-firmatario dell'Atto di Ricostituzione dello Stato della Lituania nel 1990. È Commissario europeo per la salute e la sicurezza alimentare nella Commissione Juncker dal 1º novembre 2014.
La famiglia di Andriukaitis fu deportata in Siberia nel giugno 1941. Lui, sua madre e due suoi fratelli poterono ritornare in Lituania nel 1958; suo padre ritornò l'anno successivo. Dopo gli eccellenti risultati a scuola, si iscrisse all'Università lituana di scienze sanitarie di Kaunas, laureandosi nel 1975. Nel 1976 Andriukaitis iniziò la sua carriera politica come membro del movimento socialdemocratico di resistenza, pur continuando i suoi studi, laureandosi in storia all'Università di Vilnius nel 1984.
Andriukaitis fu eletto al Consiglio Supremo della Repubblica di Lituania nel 1990. È stato membro del Seimas dal 1992 al 2004 e fu vicepresidente del Consiglio dal 2001 al 2004.
Nel settembre 2014 Jean-Claude Juncker lo ha scelto per far parte della sua Commissione europea.

## Educazione e Specializzazione
- 1969: diplomato con lode alla Ventiquattresima scuola superiore di Kaunas.
- 1969-1975: studia all'Università lituana di scienze sanitarie di Kaunas, laureandosi e conseguendo un dottorato in medicina (con specializzazione in chirurgia).
- 1979-1984: studia all'Università di Vilnius, ricevendo una laurea summa cum laude in storia e scienze politiche (qualifica di insegnante).

## Carriera medica
- 1975-1976: chirurgo al Terzo ospedale di Kaunas.
- 1976-1984: chirurgo all'Ospedale centrale di Ignalina.
- 1979: qualificato in chirurgia generale all'Università di Vilnius.
- 1980: qualificato in chirurgia di guerra all'Ospedale militare di Riga.
- 1982: qualificato in chirurgia addominale all'Università di Vilnius.
- 1983: qualificato in chirurgia traumatologica e ortopedica all'Università di Vilnius.
- 1984: promosso a chirurgo (seconda categoria).
- 1985-1993: assegnato come chirurgo cardiaco al Centro di chirurgia cardiaca presso l'Ospedale policlinico repubblicano di Vilnius.
- 1987: qualificato in chirurgia cardiovascolare all'Istituto cardiovascolare Bakulev di Mosca.
- 1989: nominato chirurgo cardiovascolare (prima categoria).
- 1998-2004: Membro della International Doctors' Association.
- 1989-1996: Membro dell'Associazione dei medici lituani.
- Dal 1989: Membro dell'Associazione cardiologica lituana.
- 2006-2008: Docente al Centro di salute ambientale di Stato, ha preparato anche progetti di legge su questioni sanitarie e sociali.

## Carriera politica
Dal 1969 fu attivo partecipante del movimento antisovietico.
Dal 1976 partecipò alle attività nei circoli socialdemocratici.
Nel periodo 1975-1982 ha studiato presso l'Università di pensiero umanitario ed auto-formazione Antanas Strazdelis.
Nel 1976 fu arrestato e interrogato dal KGB, fu condannato a tre anni di registrazione obbligatoria a Ignalina dal governo sovietico, controllato dall'ufficio locale del KGB.
Tra il 1988 e il 1989 supportò attivamente la ricostituzione del Partito Socialdemocratico di Lituania (LSDP), aprendo la strada del ripristino del suo comitato direttivo; è stato un membro del Movimento di Riforma lituano, ha partecipato alla preparazione e legalizzazione del Movimento lituano del LSDP per le elezioni al Consiglio Supremo della Repubblica di Lituania.
Negli stessi anni è stato membro dei gruppi di lavoro per l'autonomia della Repubblica Socialista Sovietica Lituana (LTSR) per la sicurezza sociale, la riforma del sistema sanitario e della pubblica amministrazione.
Nel periodo 1989-1999 e nel 2001 è stato vicepresidente del suo partito, mentre ne è stato presidente dal 1999 al 2001.
Tra il 1990 e il 1992 è stato Deputato al Soviet Supremo della Repubblica Lituana, come membro della Commissione Salute e Affari Sociali, presidente della Sottocommissione Salute, membro del gruppo di lavoro che preparò il documento dell'11 marzo che anticipa la dichiarazione di indipendenza della Lituania del 1990; fu anche membro del Gruppo di lavoro nazionale sulla scienza e per lo sviluppo della salute nazionale.
Come deputato è stato coautore della Costituzione della Repubblica di Lituania adottata nel 1992.
Tra il 1990 e il 2004 è stato anche membro dell'Assemblea Baltica delegato dal Parlamento della Repubblica di Lituania di cui è stato membro dal 1992 al 1996, ricoprendo gli incarichi di vicepresidente della Commissione Salute e Affari Sociali, vicedecano del Gruppo del Partito Socialdemocratico della Lituania, e membro del Gruppo per lo sviluppo della Sicurezza nazionale.
Nel periodo 1994-1996 è stato nominato delegato nell'Assemblea parlamentare del Consiglio d'Europa dal Parlamento lituano, e membro dell'Assemblea parlamentare del Comitato dei Diritti umani e degli Affari legali del Consiglio d'Europa.
Rieletto membro del Seimas dal 1996 al 2000, ha fatto parte dell'Assemblea dei decani e della Commissione per l'amministrazione statale e locale; è stato anche decano del gruppo del Partito Socialdemocratico della Lituania e membro dell'Assemblea parlamentare polacca.
Nel 1997 e nel 2002 è stato candidato per la Presidenza della Lituania.
Tra l'aprile e il novembre del 2000 è stato membro del Consiglio municipale di Vilnius.
Nella legislatura 2000-2004 è stato di nuovo membro del Parlamento, dell'Assemblea dei Decani e del Consiglio parlamentare; tra l'ottobre del 2000 e agosto del 2001 ha avuto il ruolo di leader dell'opposizione parlamentare e decano della coalizione socialdemocratica (composta da Partito Laburista Democratico della Lituania, LSDP e Unione Russa della Lituania).
Dal luglio 2001 al luglio 2004 è stato vicepresidente del Seimas, responsabile per il coordinamento delle commissioni parlamentari e per il programma d'integrazione europea del Parlamento, che includeva la pianificazione e gestione delle risorse umane e finanziarie; è stato presidente della Commissione Affari europei, membro della Commissione Affari esteri e Affari legali, della Commissione NATO e successivamente supplente nella Commissione costituzionale.
Il 23 maggio 2002 fonda il Forum Lituania nel Futuro.
Dal febbraio del 2002 al luglio del 2003 è leader della delegazione lituana nella Convenzione per il Futuro dell'Europa.
Il 28 luglio 2004 ha rassegnato le sue dimissioni da parlamentare dopo che il Parlamento ha rifiutato di revocargli l'immunità di fronte alle accuse di corruzione: ha deciso di non ostacolare le forze dell'ordine nello svolgimento delle indagini, al fine di far piena luce sulla vicenda e poter dimostrare pienamente la sua innocenza. L'Ufficio del Procuratore Generale della Lituania concluse la fase istruttoria di indagine, dimostrando che le accuse erano infondate.
Tra il 2008 e il 2012 è stato vicepresidente del Parlamento della Lituania e della Commissione Affari europei, membro della Commissione Affari esteri e vicepresidente del LSDP.
Dal 13 dicembre 2012 all'ottobre del 2014 è stato ministro della Salute nel 16º governo lituano.
Il 10 settembre 2014 è scelto da Jean-Claude Juncker come Commissario europeo per la salute e la sicurezza alimentare, incarico che assume il 1º novembre con l'inizio del mandato della Commissione Juncker. Durante il suo mandato si è occupato, tra le altre, delle delicate questioni delle polemiche sui vaccini e della diffusione della Xylella fastidiosa.
Nel febbraio 2019 ha annunciato di volersi presentare alle elezioni presidenziali lituane come candidato del Partito Socialdemocratico di Lituania. A tale scopo ha dichiarato che prenderà un congedo non remunerato dal 1º aprile alla data delle elezioni (13 maggio o 27 maggio, in caso di ballottaggio), durante il quale il suo incarico sarà affidato ad interim al vicepresidente Jyrki Katainen.

## Pubblicazioni
- 1990-2004 autore di più di 140 proposte e emendamenti legislativi.
- 2002-2003 autore e coautore di risoluzioni nella Convenzione per il Futuro dell'Europa.
- 1990-2004 coautore ed emendatore delle seguenti pubblicazioni del Parlamento della Lituania e della Commissione parlamentare per gli Affari europei:
  - Il Parlamento sulla strada della Lituania verso l'Unione europea;
  - Il ruolo del Parlamento nelle condizioni di appartenente all'UE;
  - 1997-2003 Comitato misto interparlamentare sull'adesione all'UE - attività lituane;
  - Contributo alla Conferenza Internazionale per il 20º anniversario del documento Libertà del Baltico: l'approccio dell'Est alla risoluzione del Parlamento Europeo del 13 Gennaio 1983 “sulla situazione in Estonia, Lettonia e Lituania”;
  - Contributo alla “Conferenza Internazionale sulla Costituzione Nazionale nel contesto dell'allargamento UE”;
  - Contributi, inclusa la dichiarazione, nella conferenza internazionale su “Allargamento dell'UE e più ampia visione europea”;
  - Dibattiti sul Futuro dell'Europa.
- Nel 2006 “Socialdemocratici nel Parlamento Lituano”.

### Altri incarichi
2004-2008 Direttore dell'istituzione pubblica Social Economic Research Institute.

## Premi
- 1996 - Medaglia commemorativa 13 Gennaio 1991.
- 2000 – Medaglia 10º anniversario dell'Indipendenza Lituana.
- 2002 - Medaglia Assemblea Baltica (per il supporto all'unità e cooperazione Baltica).
- 2004 – Medaglia commemorativa dell'accesso della Lituania nell'Unione Europea.
- 2004 - Sull'accesso della Lituania alla NATO: una statua memoriale della “Gražina”.
- 2004 - Compagno onorario dell'Università di Giurisprudenza Lituana.
- 2005 - Distintivo onorario del Dottore del Merito della Lituania (come uno degli iniziatori dello sviluppo della concezione di salute nazionale lituana e della struttura legale per il sistema sanitario lituano).
- 2010 – Medaglia 20º anniversario della Restaurazione dell'Indipendenza Lituana.